# Vaumort
Vaumort ist eine französische Gemeinde mit 1.271 Einwohnern (Stand: 1. Januar 2022) im Département Yonne in der Region Bourgogne-Franche-Comté. Die Gemeinde gehört zum Arrondissement Sens und zum Kanton Brienon-sur-Armançon (bis 2015: Kanton Sens-Sud-Est). Die Einwohner werden Maillotins genannt.

## Geographie
Vaumort liegt zehn Kilometer ostsüdöstlich des Stadtzentrums von Sens Umgeben wird Vaumort von den Nachbargemeinden Les Vallées de la Vanne im Norden und Westen, Cerisiers im Osten und Südosten, Dixmont im Süden, Les Bordes im Südwesten sowie Noé im Westen.

## Bevölkerungsentwicklung
| 1962                      | 1968 | 1975 | 1982 | 1990 | 1999 | 2006 | 2013 |
| ------------------------- | ---- | ---- | ---- | ---- | ---- | ---- | ---- |
| 149                       | 120  | 131  | 152  | 225  | 267  | 308  | 354  |
| Quelle: Cassini und INSEE |      |      |      |      |      |      |      |

## Sehenswürdigkeiten
- Menhir, sog. Pierre-Enlevée, Monument historique seit 1889
- Kirche Saint-Jean-Baptiste

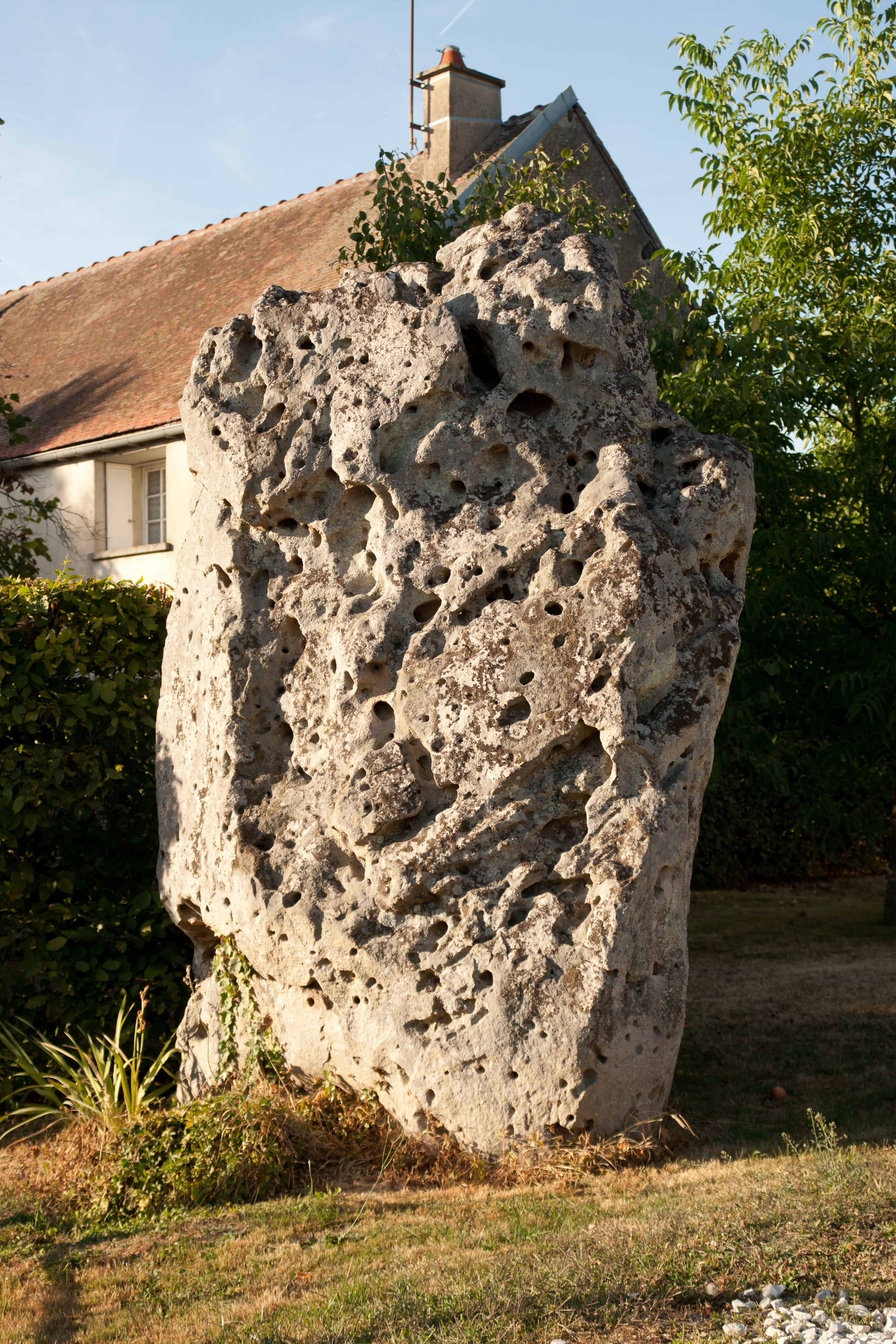
Menhir
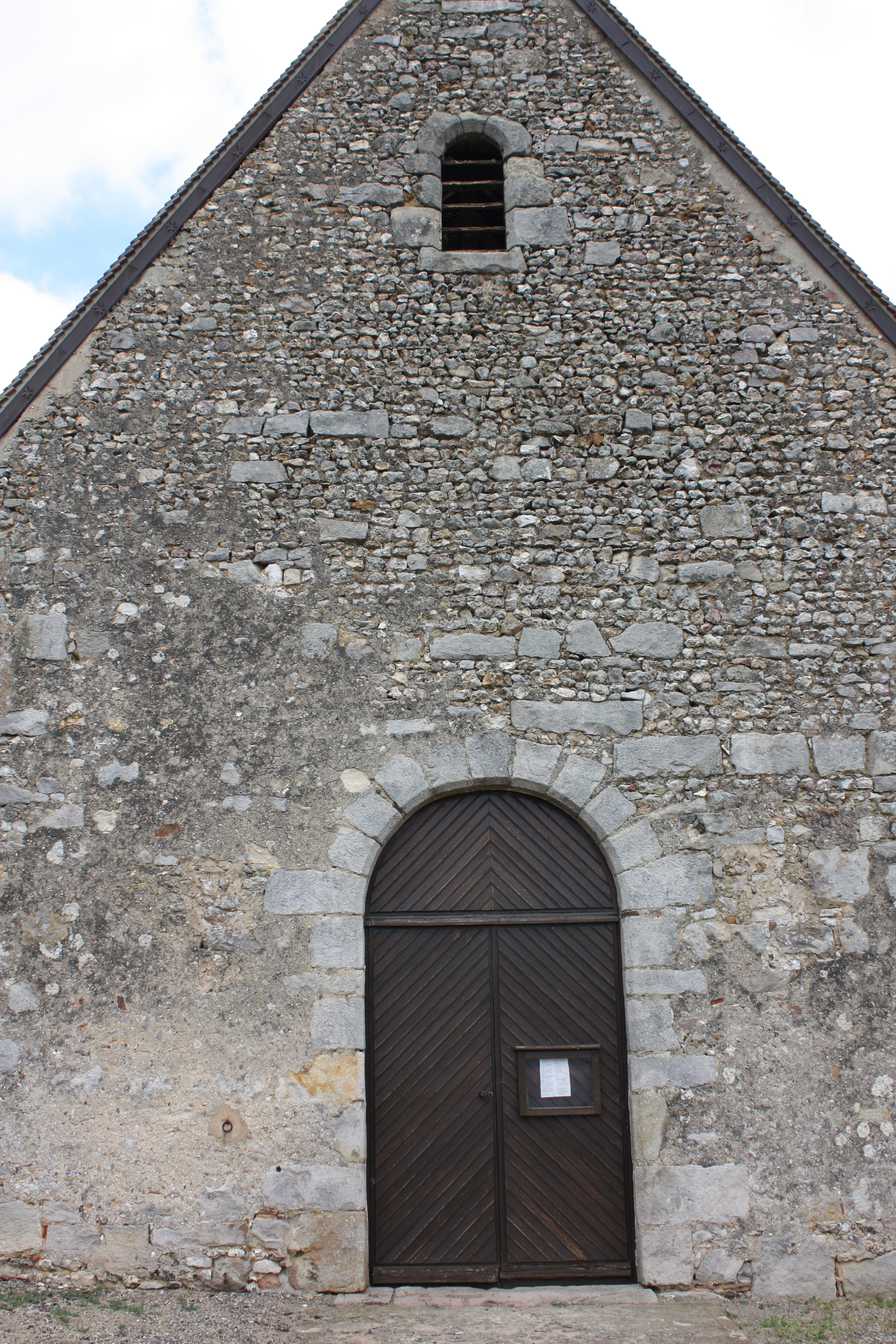
Kirche Saint-Jean-Baptiste